# Porta-aviões
Um porta-aviões é um navio de guerra cujo papel principal é servir de base aérea móvel. Permite, portanto, que uma força naval possa projetar o seu poderio aéreo a grandes distâncias, sem a necessidade de depender de aeroportos (fixos) para os seus aviões.
Algumas das principais Marinhas modernas, que operam estes navios, consideram os porta-aviões como a belonave central da frota; papel que era desempenhado anteriormente pelo couraçado (até a Primeira Guerra Mundial). Esta mudança, parcialmente atribuída à intensificação da guerra aérea, iniciou-se na Primeira Guerra Mundial e se consolidou definitivamente na Segunda Guerra Mundial. Entretanto, a partir da Guerra Fria algumas das Marinhas de Guerra das Grandes Potências passaram a ter esquadras navais que tinham como belonave principal um submarino nuclear lançador de mísseis balísticos, ao invés de um porta-aviões.
Os porta-aviões são, geralmente, os maiores navios operados pelas Marinhas de Guerra. Os maiores superporta-aviões da atualidade são os navios da Marinha Americana, com mais de 90 mil toneladas de deslocamento. Um porta-aviões da Classe Nimitz, com dois reatores nucleares e quatro turbinas de vapor, mede cerca de 333 m (1 092 ft) de comprimento, tem 95 mil toneladas de deslocamento e custa cerca de US$ 4,5 bilhões. Os Estados Unidos constituem o país com o maior número de porta-aviões, com onze em serviço neste momento, representando um símbolo da capacidade de projeção de força do país e de seu status enquanto grande potência militar.
Dentre as maiores marinhas do mundo, a Marinha Russa, que a despeito de possuir grande capacidade militar, nunca centrou esforços na construção desse tipo de embarcação, por julgar que seu valor militar era questionável mesmo para projeção de forças, em função de sua grande vulnerabilidade perante mísseis antinavio de grande porte. Durante a época da União Soviética, o alto comando da marinha soviética considerava os porta-aviões como gigantescos "alvos flutuantes" que poderiam ser facilmente danificados por mísseis antinavio, com ataques que poderiam ser feitos inclusive de longas distâncias, com mísseis de cruzeiro. Assim, somente um único exemplar de navio híbrido de cruzador lançador de mísseis e navio aeródromo, o Admiral Flota Sovetskogo Soyuza Kuznetsov, chegou a tornar-se plenamente operacional, embora existissem outros projetos para novos navios. Mesmo assim, a URSS, e posteriormente a Rússia, prefeririam adotar soluções de menor custo, como o desenvolvimento de aviões de longo alcance baseados em terra, ou grandes submarinos nucleares lançadores de mísseis, como os da classe Akula (Typhoon), de 24,5 mil toneladas (48 mil toneladas submerso).
Atualmente há quarenta e quatro porta-aviões e variantes operacionais pelo mundo, sendo utilizados por treze países: Estados Unidos, Reino Unido, França, Índia, Rússia, sendo que Espanha, Itália e Tailândia possuem porta-aviões de médio ou pequeno porte, que podem ser utilizados como navios porta-helicópteros ou STOL. A Marinha da República Popular da China (Marinha das Forças Armadas de Salvação Popular) é a mais nova integrante deste seleto grupo de países pois passou a dispor a partir do dia 25 de setembro 2012 do reformulado porta-aviões Liaoning, antigo Varyag da URSS. O Japão possui porta-helicópteros que podem operar aviões de pouso e decolagem vertical (V/STOL), funcionando como se fossem porta-aviões de pequeno porte. Outros países que operam porta-helicópteros são: Austrália (2), Egito (2), França (3), Coreia do Sul (1) e Tailândia (1).

## História e marcos

### Origens

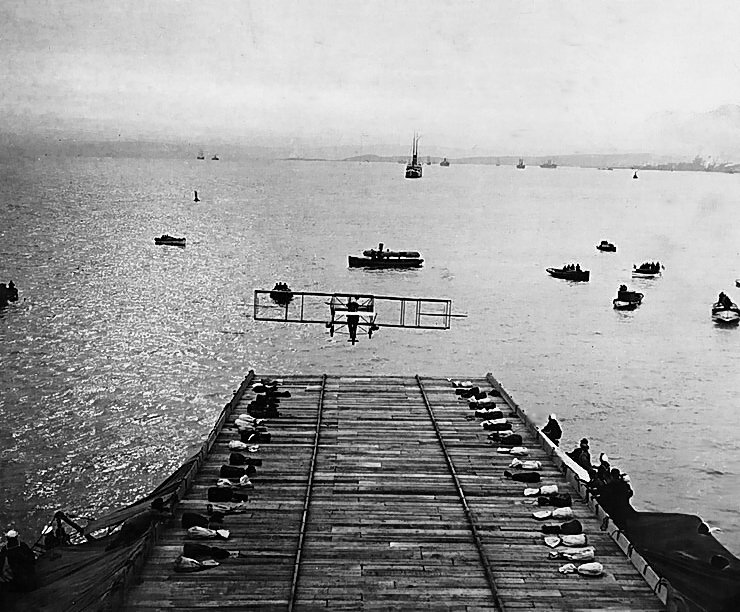
Primeira aterragem de um avião num navio feito por Eugene Ely em 1911 perto da plataforma do USS Pennsylvania.

Eugene Ely foi o primeiro piloto a decolar de um navio estacionado em 14 de novembro de 1910. O navio era o cruzador USS Birmingham, estacionado em Hampton Roads na Virginia, e a aterragem deu-se em Willoughby Spit após um voo de 5 minutos. A 18 de Janeiro de 1911 tornou-se o primeiro piloto a aterrar num navio estacionado. Decolou da pista de corridas de Tanforan e aterrou no USS Pennsylvania ancorado em São Francisco (Califórnia).
O comandante Charles Samson, RN, tornou-se o primeiro piloto a decolar de um navio em movimento a 2 de maio de 1912. Decolou do couraçado HMS Hibernia num Shorts S27, com o navio a uma velocidade de 10,5 nós (19 km/h) durante a Inspecção da Frota Real, em Weymouth.
O primeiro ataque conduzido a partir de um porta-aviões contra um alvo terrestre teve lugar a 19 de Julho de 1918. Sete Sopwith Camel lançados a partir do HMS Furious atacaram a base alemã de Zeppelin em Tondern. Vários aviões e balões foram destruídos.

### O primeiro porta-aviões de deque plano
O Tratado Naval de Washington de 1922 impôs limites rígidos acerca dos pesos e carga dos navios de guerra e cruzeiros de guerra para a maioria das potências navais a seguir à Primeira Guerra Mundial. Consequentemente, muitos navios em construção (ou em serviço) foram convertidos em porta-aviões. O primeiro deles a ter um deque plano completo foi o HMS Argus, cuja conversão foi completada em setembro de 1918.
O primeiro navio concebido especificamente como um porta-aviões foi o Hōshō japonês, que entrou ao serviço em dezembro de 1922, seguido do HMS Hermes que entrou ao serviço em julho de 1923. De facto, a construção do Hermes iniciou-se anteriormente, mas a entrega foi atrasada devido a numerosos testes e experiências.
No final da década de 1930 os porta-aviões de todo o mundo suportavam três tipos de aviões: torpedeiros, também usados para bombardeamentos convencionais e reconhecimento; bombardeiros de mergulho, também usados para reconhecimento (na Marinha dos Estados Unidos estes eram conhecidos como "bombardeiros-batedores"); e os caças para defesa aérea da frota e escolta dos bombardeiros. Devido às restrições de espaço nos porta-aviões, todos estes aviões seriam pequenos, do tipo motor único, tipicamente com asas flexíveis para optimizar o espaço do estacionamento.

### Segunda Guerra Mundial

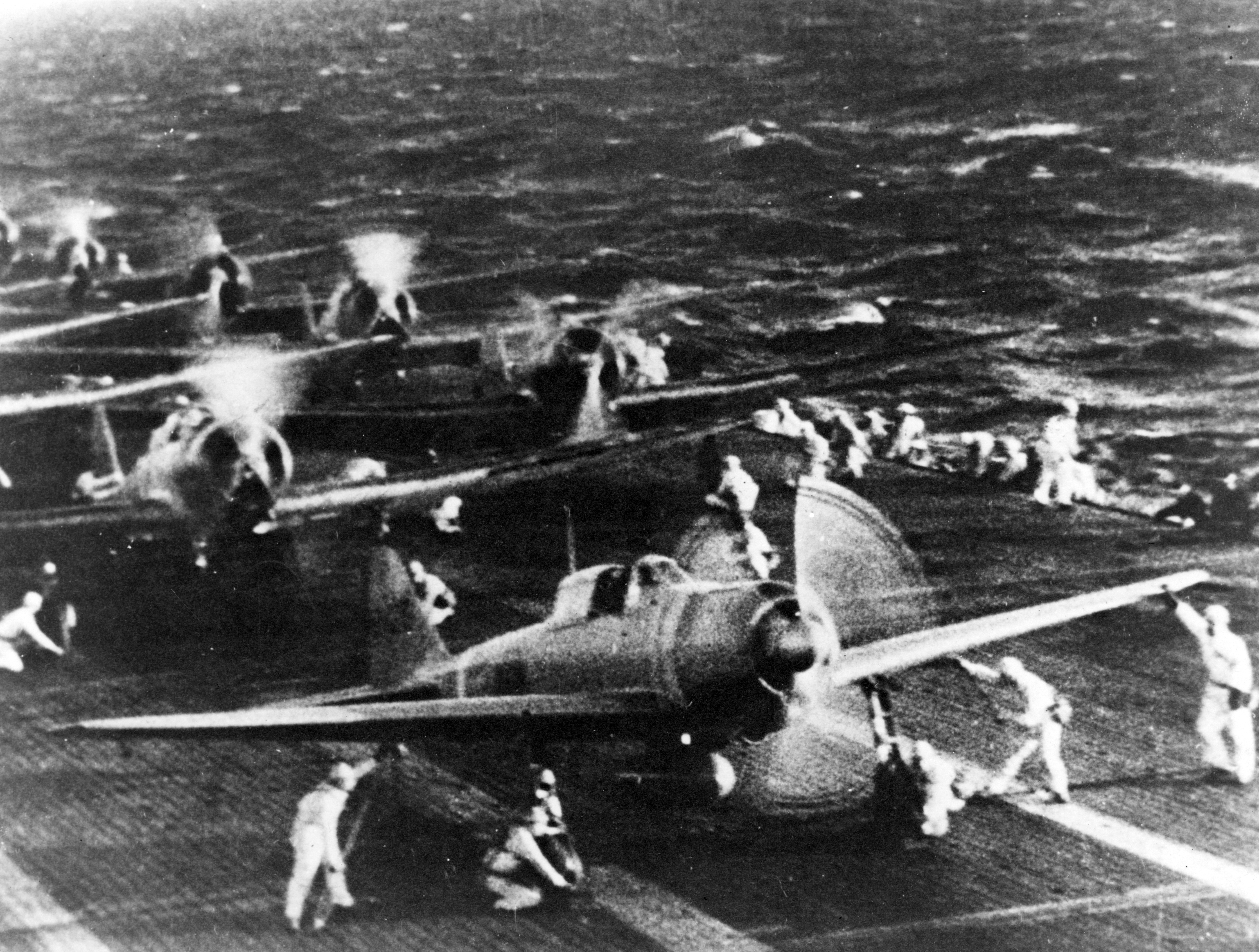
Porta-aviões Japonês, prepara-se para atacar Pearl Harbor.

Os porta-aviões tiveram um papel importante durante a Segunda Guerra Mundial. O Japão começou a guerra com 10 (dez) porta-aviões - a maior e mais moderna frota de porta-aviões do mundo, naquela altura. No início da guerra só existiam 6 porta-aviões estadunidenses, com apenas 3 a operar no Pacífico, e 3 porta-aviões britânicos, dos quais apenas um operava no oceano Índico.
As principais batalhas no Pacífico envolveram porta-aviões. A mais notável, e que provocou a entrada dos EUA na guerra, foi o ataque japonês a Pearl Harbor. A batalha de Midway - onde quatro porta-aviões japoneses foram afundados num ataque surpresa por aviões de três porta-aviões estadunidenses - costuma ser considerada como o ponto de viragem da guerra no Pacífico. A partir deste momento, o porta-aviões substituiu o navio de guerra como a embarcação naval dominante no Pacífico.
Além do ataque a Pearl Harbor, o porta-aviões foi também utilizado em ataques-surpresa. Um deles, e o único a usar os porta-aviões britânicos, foi o ataque-surpresa contra os navios de guerra italianos, eliminando assim grande parte da frota italiana. Outra operação foi o ataque Doolittle, um ataque inovador e único que lançou bombardeiros em direção a Tóquio em pleno alto mar.

### Pós-guerra

Porta-aviões de convés angular veio permitir o lançamento de até 4 aviões quase em simultâneo 2x2 ou lançamento de 2 1x1 e recuperação simultânea das aeronaves.

Durante a Segunda Guerra Mundial, os aviões podiam aterrar no deque paralelo ao eixo longo do navio. Uma vez aterrado, o avião seria estacionado no deque, na extremidade anterior do navio. Uma barreira de choque era erguida atrás para evitar que algum avião que falhasse a zona de aterragem, em caso de insucesso no engatilhamento do gancho de travagem, o que provocaria sérios prejuízos (físicos e materiais). Se a barreira não fosse forte o suficiente poderia ocorrer também a destruição dos aviões estacionados. Uma importante inovação na década de 1940, pelo Reino Unido, foi o deque inclinado, em que a pista ficava inclinada num ângulo de poucos graus ao longo do navio.
Devido a esta inclinação do deque, que conduz ao mar, se o piloto falhar os cabos de travagem, terá que aumentar a potência do motor para o máximo, de modo a ser içado novamente para o ar, por forma a não atingir os aviões estacionados. A imagem do USS John C. Stennis no início deste artigo mostra um deque de aterragem inclinado.
A catapulta moderna, a vapor (vindo das caldeiras do navio), foi inventada pelo comandante C. C. Mitchell RNVR. Foi amplamente adoptada a seguir à demonstração no HMS Perseus entre 1950 e 1952, onde provou ser mais potente e fiável que as catapultas de ar comprimido introduzidas na década de 1930. Como actualmente apenas os porta-aviões nucleares têm caldeiras na sua propulsão nativa, a maioria está equipada com sistemas vapor apenas para as catapultas.

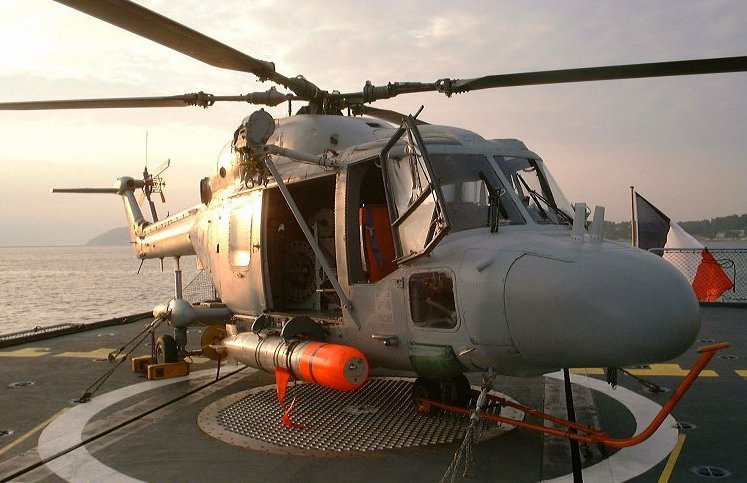
O Lynx mk46 que é um helicóptero muito comum para porta-aviões, usado para reconhecimento, transporte e salvamento. Também pode ser armado com mísseis - é comum ser mais usado como arma antissubmarinos do que para combates aéreos.

A Marinha dos Estados Unidos tentou antecipadamente tornar-se uma força nuclear estratégica com o projecto de construção do USS United States, denominado CVA (sendo o "A" inicial de "atómico"). Este navio iria transportar bombardeiros de duas hélices, cada um transportando uma bomba atómica. O projecto foi cancelado, e a letra "A" foi reciclada para significar "ataque". Porém, isto apenas atrasou o desenvolvimento dos porta-aviões. As armas nucleares seriam levadas para o mar, não obstante as objecções da Força Aérea dos Estados Unidos em 1955 a bordo do USS Forrestal. De facto, no final da década de 1950 a Marinha teria muitos aviões armados com bombas nucleares.
Os anos do pós-guerra também favoreceram o desenvolvimento dos helicópteros, em diferentes vertentes, de modo a tornarem-se máquinas de guerra aérea. Embora os aviões de asas fixa sejam orientados para combate ar-ar e ataque ar-terra, os helicópteros podem ser utilizados para transportar equipamento e pessoal, podendo também ser utilizados na caça antissubmarino, devidamente equipados com sonar e mísseis.

### Porta-aviões modernos

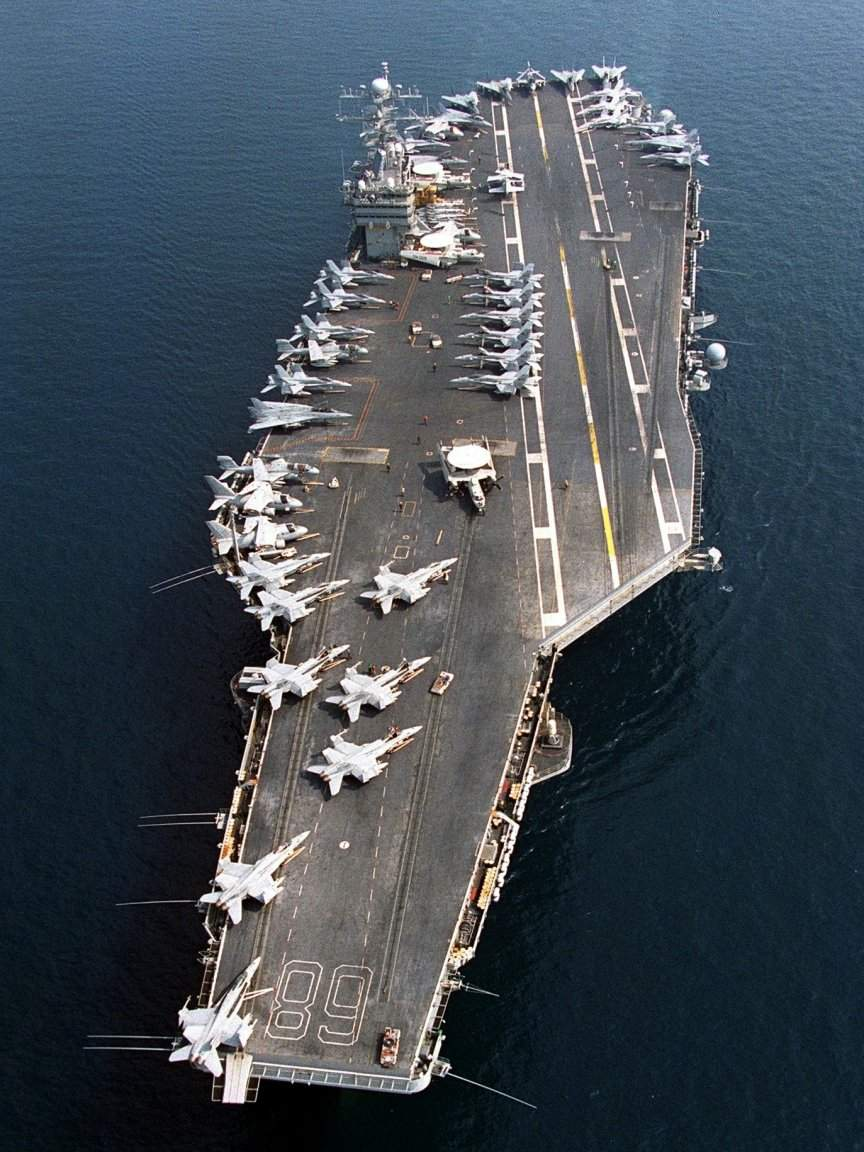
USS Nimitz em 1997.

Utilizações mais recentes de porta-aviões incluem a Guerra das ilhas Falkand, em que o Reino Unido conseguiu vencer um conflito a 13 mil km de distância, grande parte devido à utilização dos navios HMS Hermes e HMS Invincible. Esta guerra viria a demonstrar o valor de um avião V/STOL — o Hawker Harrier.
Os Estados Unidos também fizeram uso de porta-aviões na Guerra do Golfo, no Afeganistão e para proteger os seus interesses no Oceano Pacífico. Mais recentemente, a invasão do Iraque em 2003 colocou em evidência os porta-aviões norte-americanos como base primária para o poderio aéreo dos Estados Unidos. Mesmo sem a capacidade de transferir números consideráveis de aviões para bases no Médio Oriente, os Estados Unidos foram capazes de conduzir vários ataques com esquadrões apoiados por porta-aviões.
No início do século XXI, os porta-aviões em todo o mundo teriam a capacidade de transportar cerca de 1 250 aviões. Dos Estados Unidos seriam cerca de 1 000; o segundo país no topo da lista seria o Reino Unido que suportaria 50 aviões. O Reino Unido e a França conduzem actualmente uma expansão drástica da sua capacidade (com uma classe de navios comum).
O Reino Unido tem agora em desenvolvimento um projecto bilionário para a construção de dois super porta-aviões a serem lançados em 2018 e 2020. Seus nomes já estão escolhidos, e serão HMS Queen Elizabeth e HMS Prince of Wales.

## Configurações básicas

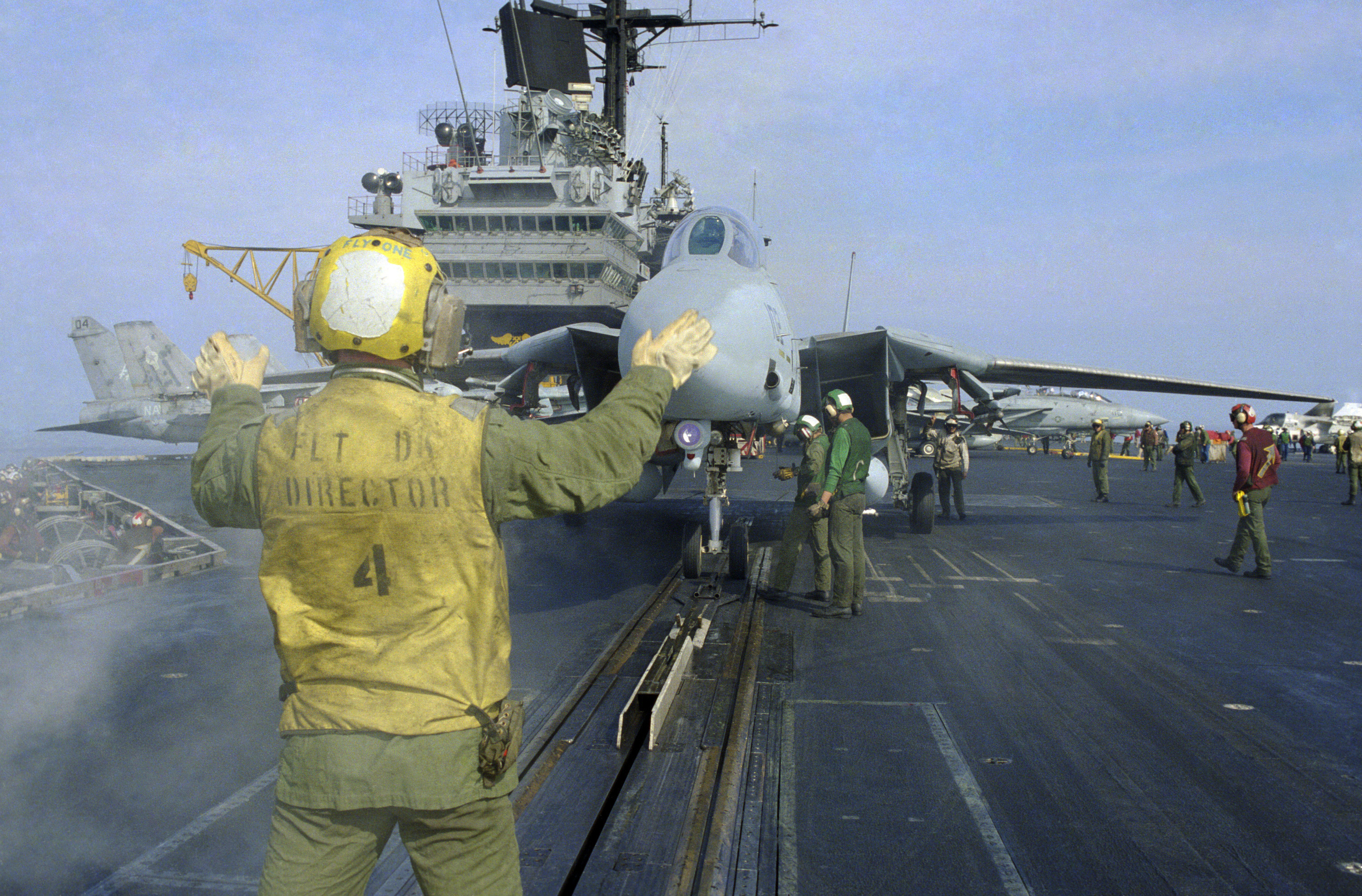
USS Saratoga operado pelo sistema de catapulta (CATOBAR).

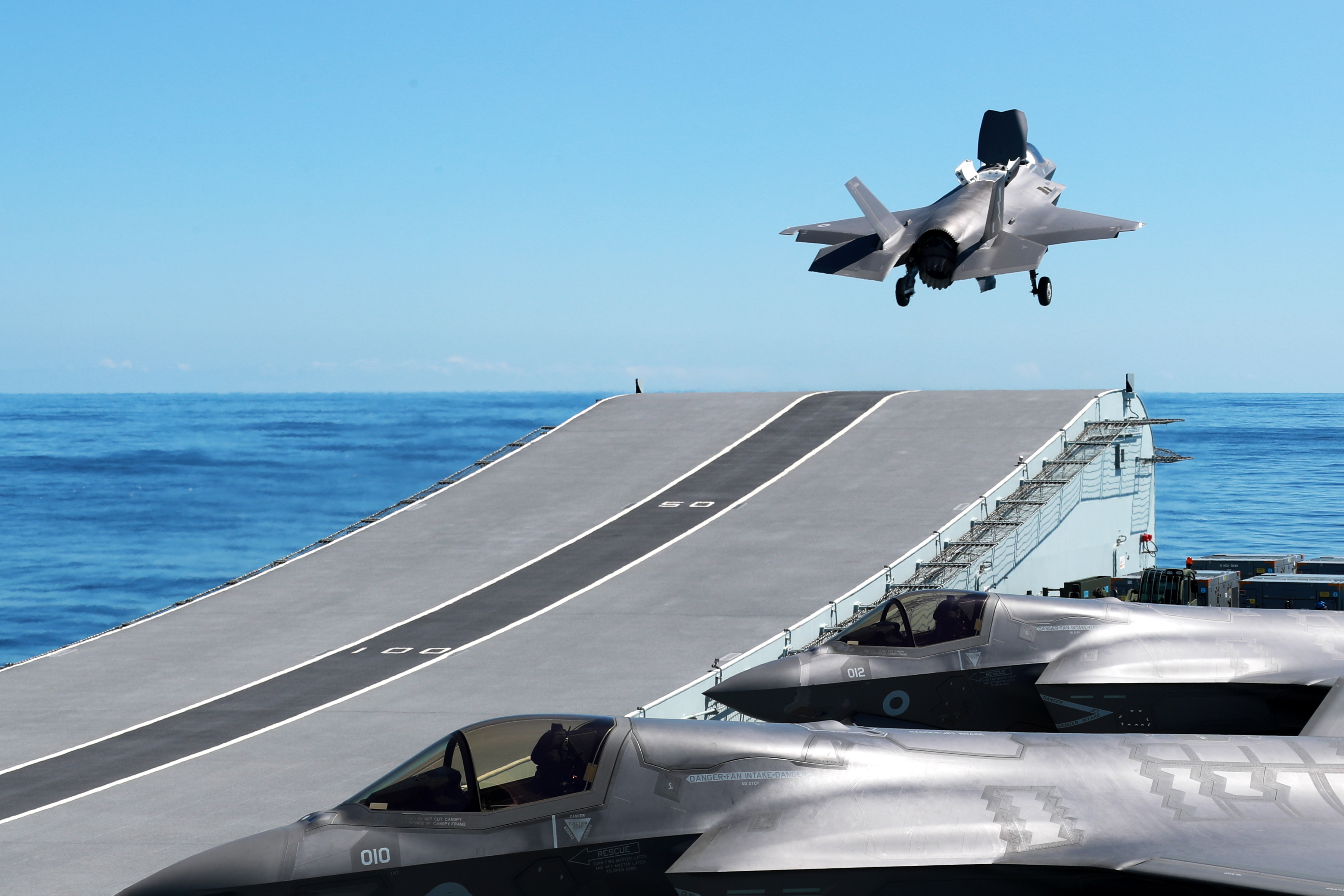
HMS Queen Elizabeth (R08) operado pelo sistema de rampa (STOBAR).

Os porta-aviões têm duas configurações base. A mais comum é a de deque superior plano que serve uma pista de decolagem e aterragem. Uma catapulta acelera o avião, com os motores ligados no máximo, de 0 a 265 km/h (165 mph) em 2 segundos para ajudar o avião a atingir a velocidade mínima necessária para decolar. Na aterragem, o avião, movendo-se a cerca de 240 km/h (150 mph), deve estar equipado com ganchos de retenção que encaixam num dos quatro cabos estirados ao longo do deque, o que permite travar completamente o avião numa distância de 100 m (320 ft) após o engate no cabo (ver: CATOBAR - método de decolagem e pouso em porta-aviões).
A segunda e mais recente configuração, chamada de STOBAR, desenvolvida pela Marinha Real Britânica, tem uma rampa numa das extremidades do deque plano, que ajuda a decolagem do avião. Esta medida foi desenhada para uso de aviões VTOL ou STOVL capazes de decolar ou aterrar com pouco ou nenhum movimento horizontal. Estes aviões não necessitam da catapulta nem dos cabos de travagem do modelo anterior.
Em qualquer dos modelos descritos, o navio pode navegar a velocidades até 35 nós (65 km/h) na direcção do vento durante as operações de decolagem e aterragem para aumentar a velocidade do vento aparente, reduzindo assim o requisito de velocidade do avião relativamente ao navio.

## Porta-aviões em operação
Porta-aviões são geralmente os maiores navios operados pela Marinha de um país. Um porta-aviões da classe Nimitz, alimentado por dois reatores nucleares e quatro turbinas a vapor possui 333 metros de comprimento e custa cerca de US$ 4,5 bilhões.
A Marinha dos Estados Unidos tem a maior frota de porta-aviões do planeta, com onze em serviço e um em construção (todos eles super-porta-aviões). É também a única Marinha que possui super-porta-aviões em operação. A Marinha dos Estados Unidos é um dos principais fatores da capacidade de projeção de poder estadunidense. Além de seus porta-aviões, os Estados Unidos também possuem nove navios de assalto anfíbio de grande porte. O Reino Unido tem dois porta-aviões de STOVL de 65 000 toneladas no seu inventário. A China possui dois porta-aviões modificados em serviço. As marinhas da França, Índia e Rússia operam, cada um, porta aviões de tamanho médio. Espanha e Itália possuem porta-aviões leves capazes de carregarem helicópteros e aviões.
Além disso, há quatorze pequenos porta-aviões que operam somente como porta-helicópteros a serviço das marinhas da Austrália (2), Egito (2), França (3), Japão (4), Coreia do Sul (1) e Tailândia (1).
Classes actualmente em serviço:
China (3)

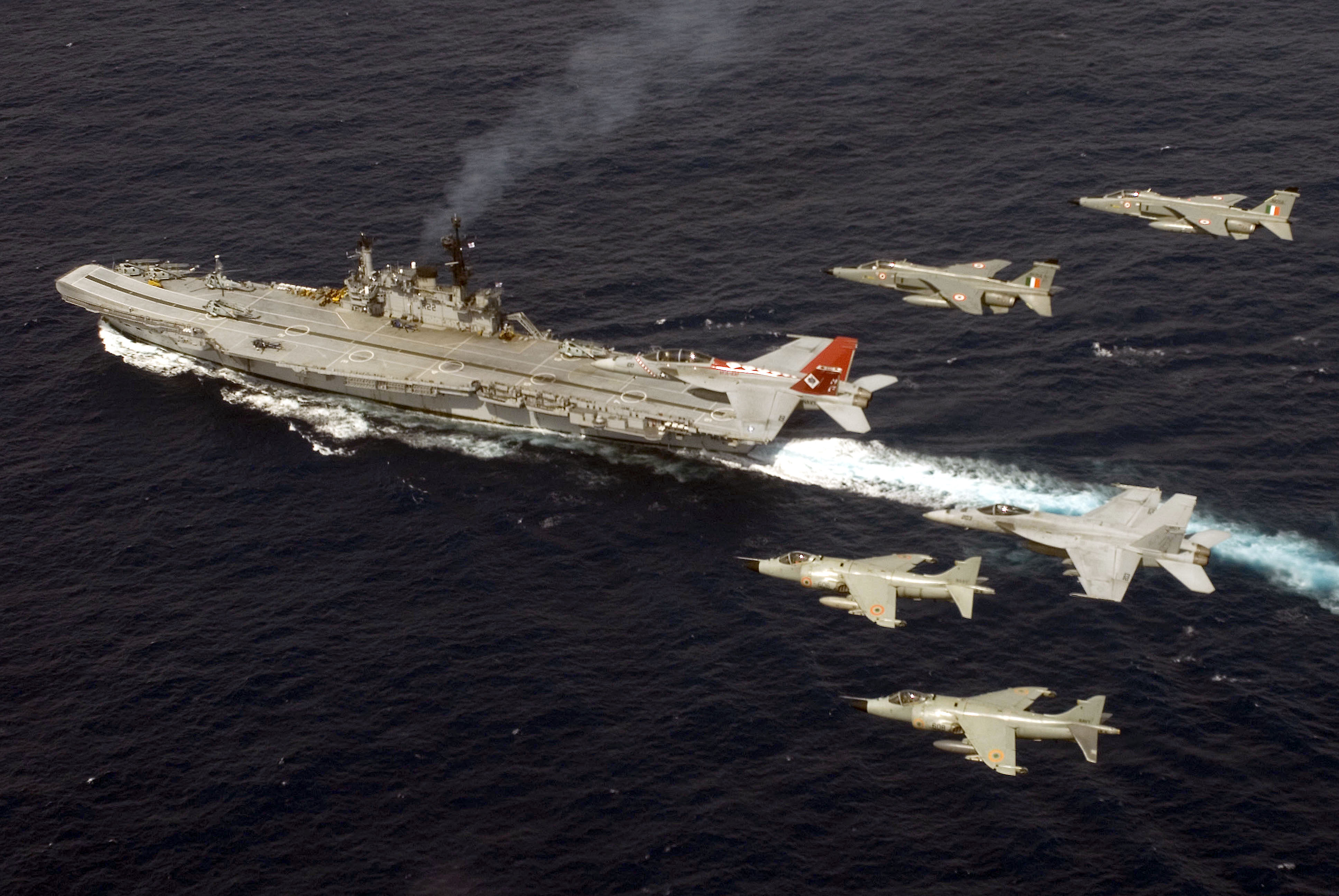
O porta-aviões indiano INS Viraat (R 22) durante os exercícios militares indo-americanos Malabar 07-2

- Liaoning: Ex-porta-aviões soviético Varyag da classe Kuznetsov de 45 900 toneladas, comprado da Ucrânia em 2002, após reformas e testes entrou em operação na Marinha do Exército de Libertação Popular da China no dia 25 de setembro de 2012.[1]
- Shandong: Primeira geração de porta-aviões de fabricação chinesa, de 55 000 toneladas. Lançado em 26 de abril de 2017 e comissionado em 17 de dezembro de 2019.
- Fujian: terceiro de sua frota e o segundo a ser construído em território chinês. É o maior e mais avançado da Armada chinesa, se equiparando aos porta-aviões americanos, com tecnologia de ponta. Deve estar pronto para os serviços em 05 anos.[2]

França (1)
- Charles de Gaulle: porta-aviões de 42 000 toneladas, com propulsão nuclear, encomendado em 1986 e incorporado em 2001.[3][4]

Índia (2)

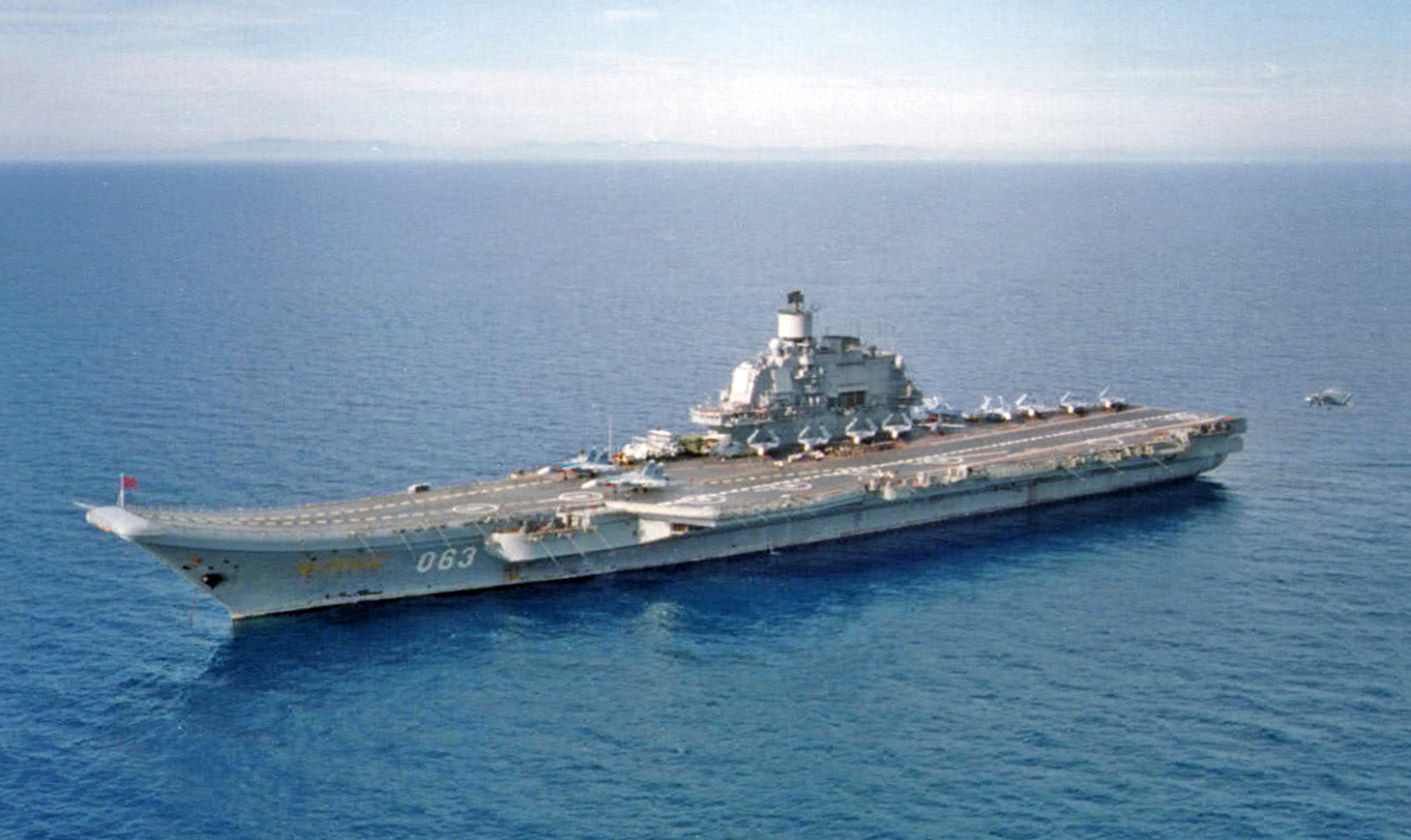
O porta-aviões russo.

- INS Viraat (R22): ex-porta-aviões britânico HMS Hermes de 28 700 ton, entrou em serviço na Marinha Real Britânica em 1959, foi comprado pela Índia em 1986 e recomissionado em 1989. Esperava-se que fosse desativado em 2019, mas isso foi adiado.
- INS Vikramaditya : porta-aviões de 45 400 toneladas, recentemente reformado a partir do cruzador porta-aviões da antiga marinha da URSS, o Admiral Gorshkov da classe Kiev. Este navio ainda está em fase de testes (2012), mas deve se tornar plenamente operacional entre fins de 2012 e o início de 2013.[5]

Rússia (1)
- Admiral Flota Sovetskogo Soyuza Kuznetsov porta-aviões da classe Kuznetsov, de 65 000 ton e lançamento STOBAR. Lançado em dezembro de 1985, comissionado em 1991 e considerado operacional desde 1995.[6]

Espanha (2)

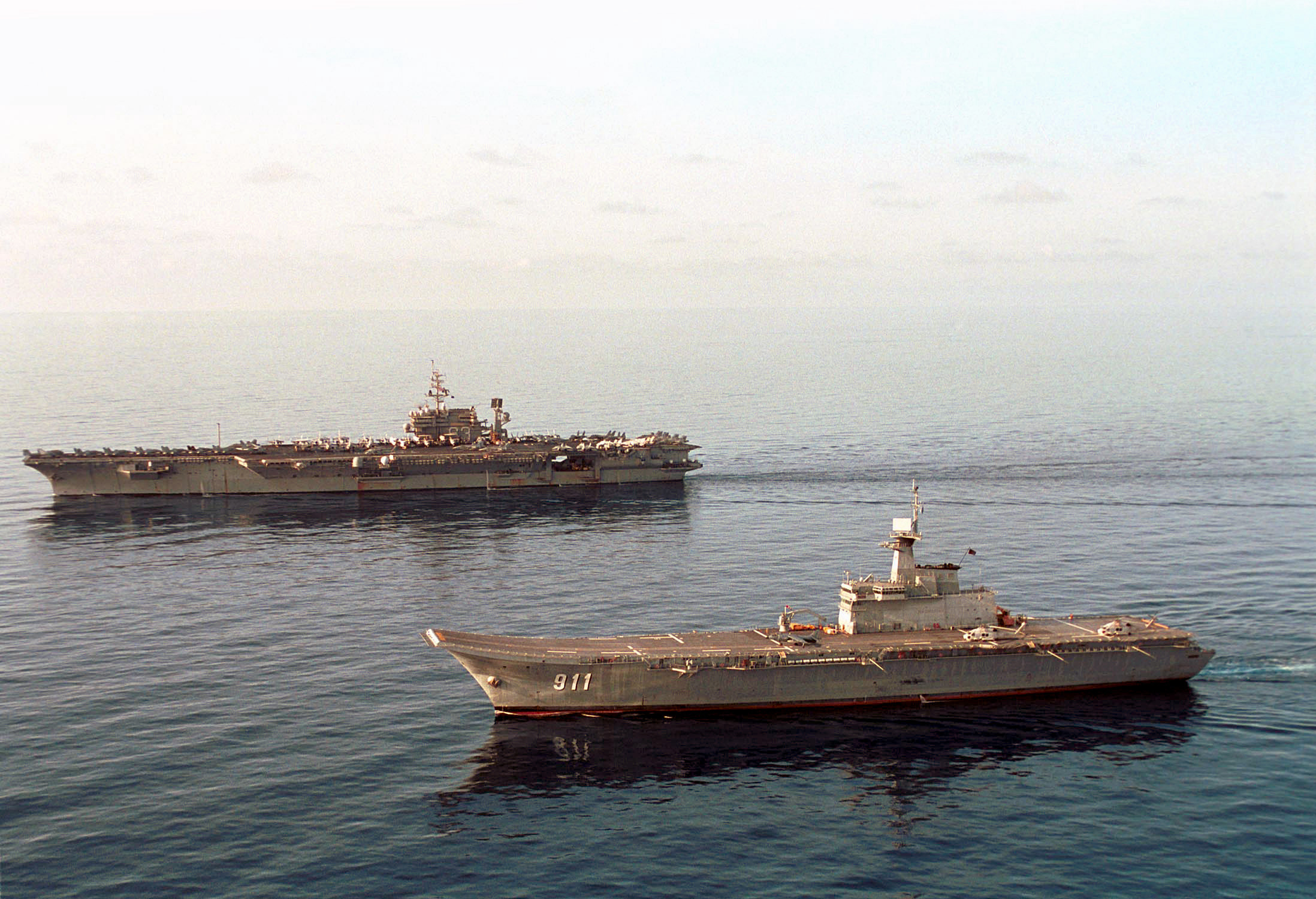
O porta-aviões tailandês HTMS Chakri Naruebet ao lado do porta-aviões estadunidense USS Kitty Hawk (CV-63).

- Príncipe das Astúrias: porta-aviões espanhol de pequeno porte, com 17 200 ton, de lançamento STOVL. Lançado em 1982 e comissionado em 1988.[7]
- Juan Carlos I.[8]

Tailândia (1)
- HTMS Chakri Naruebet: porta-aviões de pequeno porte, com 11 485 toneladas, baseado no design espanhol Príncipe Das Astúrias. Lançado em 1996 e comissionado em 1997. É o menor porta-aviões em serviço atualmente.[9]

Itália (2)
- Giuseppe Garibaldi (551): porta-aviões italiano de pequeno porte, com 14 000 toneladas, de lançamento STOVL, comissionado em 1985.[10]
- Cavour (550): porta-aviões italiano de 26 700 ton, de lançamento STOVL, comissionado em março de 2008 e em serviço desde 10 de junho de 2009.[11]

Reino Unido (2)

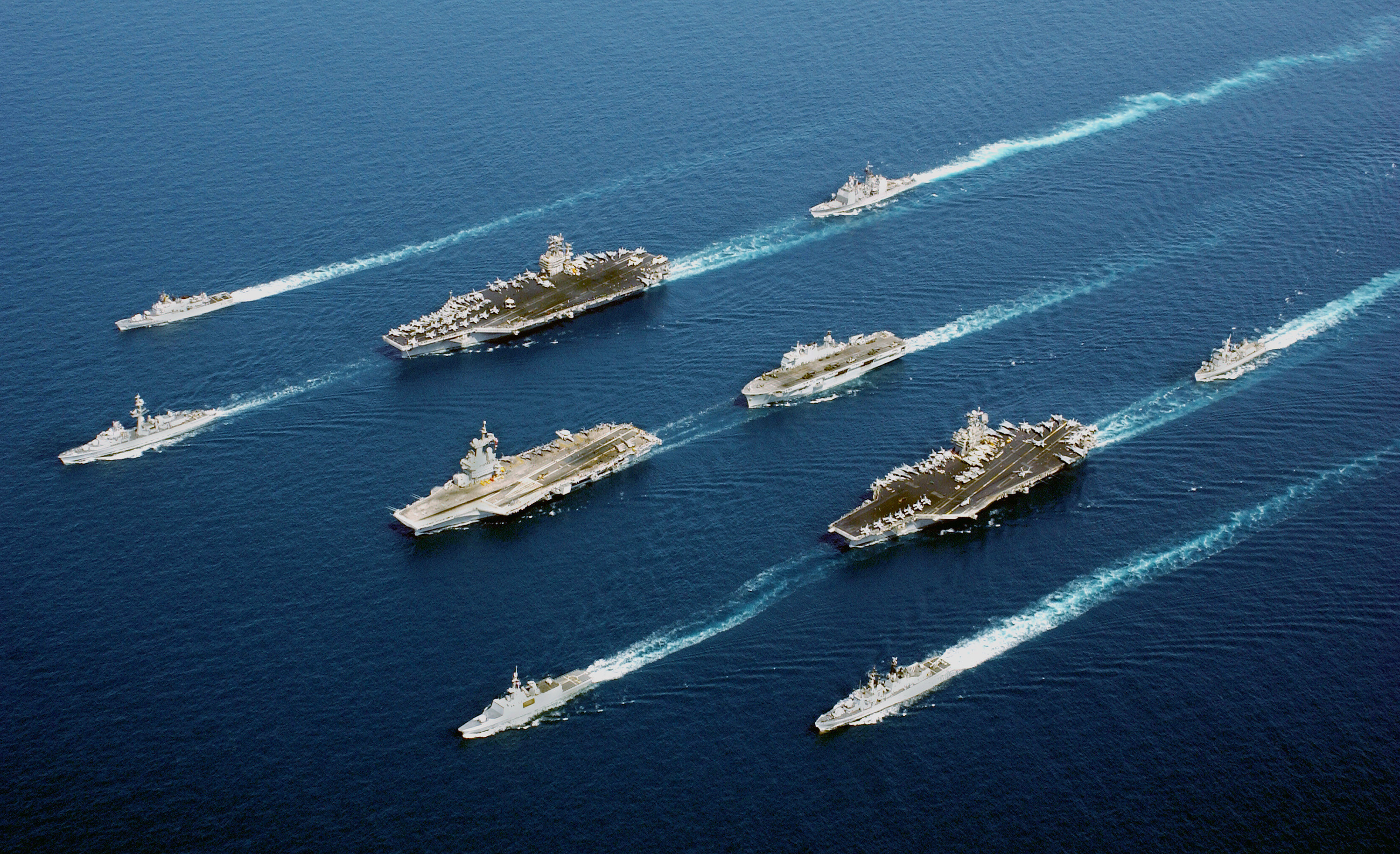
Quatro modernos porta-aviões de várias categorias: os super porta-aviões americanos USS John C. Stennis e o USS John F. Kennedy, o francês Charles de Gaulle, o inglês HMS Ocean, acompanhados de seus navios de escolta durante a "Operação Enduring Freedom", em 2002.

- Classe Queen Elizabeth: Dois porta-aviões STOVL de 65 000 toneladas em operação, o HMS Queen Elizabeth e o HMS Prince of Wales.[12]

Estados Unidos (11)
- Gerald R. Ford: nova classe de porta-aviões que está a entrar em serviço. Estão planeados 10 porta-aviões para substituir a classe Nimitz. O USS Gerald R. Ford (CVN-78) entrou no serviço ativo em 2017.
- Classe Nimitz: dez super porta-aviões de 101 000 toneladas movidos a energia nuclear. O USS Nimitz (CVN-68), primeiro da classe, foi comissionado em 1975 e o USS George H. W. Bush (CVN-77), último da classe, em 2009.[13]

Além dos onze grandes porta-aviões, a marinha dos Estados Unidos ainda operam nove navios de assalto anfíbio, das classes Wasp (8) e America (1).

## Tipos de porta-aviões
Existem vários tipos de porta-aviões, alguns dos quais são obsoletos:
- Porta-hidroaviões, como o HMS Engadine, em desuso após a década de 1950;
- Navios de frota, como o USS Essex, geralmente de 20 000 a 65 000 toneladas;
- Navios de escolta, como o USS Barnes, construídos apenas durante a II Guerra Mundial e utilizados pela Marinha Real e Marinha dos EUA;
- Porta-aviões ligeiro, como o USS Independence, concebidos para transporte de caças;
- Navios CAM, como o SS Michael E, navios mercantes capazes de lançar mas não receber caças. Estas embarcações foram uma medida de emergência durante a II Guerra Mundial;
- Porta-aviões mercadores, como o MV Empire MacAlpine, outra medida de emergência que transformou navios de carga em navios equipados com deques;
- Navios de assalto anfíbio, como o USS Tarawa, que serviu também no transporte e descarga de soldados;
- Navio de guerra antissubmarinos, como o HMS Invincible, também conhecido como porta-helicópteros;
- Super-porta-aviões, como o USS Nimitz, tipicamente de 75 000 toneladas ou mais;
- Submarino porta-aviões, embarcação que pode, ao mesmo tempo, navegar submersa e transportar aeronaves. Um exemplo é a classe I-400 da marinha japonesa na II guerra mundial.

Os porta-aviões são geralmente acompanhados de um determinado número de outros navios, para disporem de protecção contra a sua vulnerabilidade, transporte de mantimentos, e poder ofensivo adicional. A designação para este grupo de navios é geralmente grupo naval ou grupo de porta-aviões.
Muitos dos Cruzadores e navios principais do período entreguerras dispunham de hidroaviões lançados por catapulta para reconhecimento. Estes seriam lançados com a catapulta e recuperados com um bote após amerissagem. Os hidroaviões seriam removidos quase na totalidade durante a Segunda Guerra Mundial.
Muitos navios de guerra dispõem de pista de aterragem para helicópteros e os navios de assalto com helicóptero representam uma novo modelo de porta-aviões.

## Porta-aviões na ficção
- O filme The Final Countdown, de 1980, é sobre um encontro entre o USS Nimitz com porta-aviões japoneses mesmo antes do ataque a Pearl Harbor.
- O filme Top Gun, 1986, inclui combate e patrulhamento aéreo com aviões lançados do porta-aviões USS Enterprise.
- Classe Nimitz de Patrick Robinson centra-se em volta do afundamento de um navio de classe Nimitz, o fictício USS Thomas Jefferson.
- O filme Os Vingadores, de 2012 apresenta um aeroporta-aviões fictício de propriedade da S.H.I.E.L.D que funciona tanto como embarcação quanto aeronave. Mais tarde esse conceito seria reutilizado no filme Capitão América: O Soldado Invernal.